# 호보의 크리스마스
호보의 크리스마스(A Hobo's Christmas)는 미국에서 제작된 윌 맥켄지 감독의 1987년 영화이다. 바나드 휴즈 등이 주연으로 출연하였고 폴 프리먼 등이 제작에 참여하였다.

## 출연

### 주연
- 바나드 휴즈
- 제랄드 맥라니
- 웬디 크로슨
- 윌리엄 히키
- 리 위버
- 제임스 밀즈

### 조연
- 할리 크로스

## 같이 보기
- 크리스마스 영화 목록